# Raquel Benetti
Raquel Tateishi Benetti (São Paulo/SP, 25 de Maio de 1990) é uma atleta brasileira praticante de futebol freestyle. Conhecida pelo público como Raquel Freestyle, a também modelo foi apelidada de “musa das embaixadinhas”. 
Ela se tornou uma referência mundial na modalidade com sua habilidade em fazer malabarismos com a bola. Em 2016, foi destaque na mídia internacional, mais especificamente no jornal britânico DailyMail, após compartilhar em suas redes sociais um vídeo fazendo embaixadinhas de salto alto, atingindo mais de 500 mil visualizações em apenas quatro dias de publicação.
Atualmente, a atleta se prepara para quebrar o recorde mundial do Guinness Book com o maior tempo fazendo embaixadinhas sem parar. Hoje, o feito é da brasileira Lara das Graças Pinto Schüler de Porto Alegre com 12 horas e 1 minuto, alcançado no dia 24 de maio de 2018.
Nas redes sociais, Raquel já soma mais de cinco milhões de seguidores que acompanham diariamente suas viagens pelo mundo, em sua maioria proporcionadas pela prática do futebol freestyle. Entre os locais inusitados que ela já mostrou sua habilidade com os pés estão: a Muralha da China, as pirâmides do Egito, e até mesmo os novos estádios do Catar para a Copa do Mundo de 2022.

## Biografia
Raquel Freestyle é natural da periferia, mais especificamente de uma Cohab (Companhia de Habitação Popular) na zona leste de São Paulo.
Filha de Nilton Benetti e Elisa Terumi Tateishi Benetti, recebeu incentivo para jogar futebol e, aos oito anos de idade, chegou a atuar na categoria de base do Corinthians, clube que dedica sua torcida até hoje. Na categoria principal, chegou a jogar pelo centro olímpico.
Apesar das dificuldades financeiras que enfrentou durante a infância, não desistiu de seus sonhos e comprou sua primeira chuteira de marca com a ajuda de sua irmã Celia Benetti. Posteriormente quitou a dívida vendendo geladinho.
A partir de 2009, Raquel investiu em sua carreira de modelo e começou a fazer embaixadinhas em campanhas e eventos. Neste mesmo ano, foi contratada para ser assistente de palco do Programa Dr. Hollywood, apresentado por Robert Rey na RedeTV!.
Em 2014, ela desfilou pela escola de samba paulista Leandro de Itaquera, fazendo embaixadinhas. Em julho deste mesmo ano, foi capa da revista masculina Colírio Girl.
No ano de 2015, Raquel foi a única representante feminina do Brasil convidada no Wass Freestyle Cup, uma competição aprovada pela Federação Internacional de Futebol Freestyle.
E de lá pra cá teve a oportunidade de conhecer diversos ídolos, como por exemplo, o craque Neymar, durante uma viagem para Paris, onde foi convidada a fazer embaixadinhas na entrada do estádio do Paris Saint-Germain, e logo depois, a assistir ao jogo em uma área vip do clube.
Em 2021, através de seus conteúdos e da fama conquistada nas redes sociais, Raquel foi contemplada com o primeiro lugar durante a cerimônia de premiação “TikTok Awards” na categoria “Joga y joga”.
Já em 2022, foi convidada pelo Supremo Comitê do Catar a integrar o time de 30 fans leaders do mundo inteiro que tiveram a oportunidade de acompanhar presencialmente a cerimônia de sorteio da fase de grupos do campeonato, além de serem contemplados com ingressos exclusivos para a fase de grupos do mundial em novembro.
Ainda em 2022, gravou o comercial oficial para lançamento do filme “Top Gun: Maverick” em Londres. No set da Paramount, marcaram presença também o ex-jogador de futebol Patrice Evra e outros talentos do freestyle como Jannik Singpiel, Jed Hockin, Daniel Cutting, Melody Donchet e Javi Freestyle.

## Recorde no Guinness Book
Com mais de 62 mil toques na bola, Raquel Freestyle entra para o Guinness Book ao bater 10h de embaixadinhas